# Aston Martin DBRS9

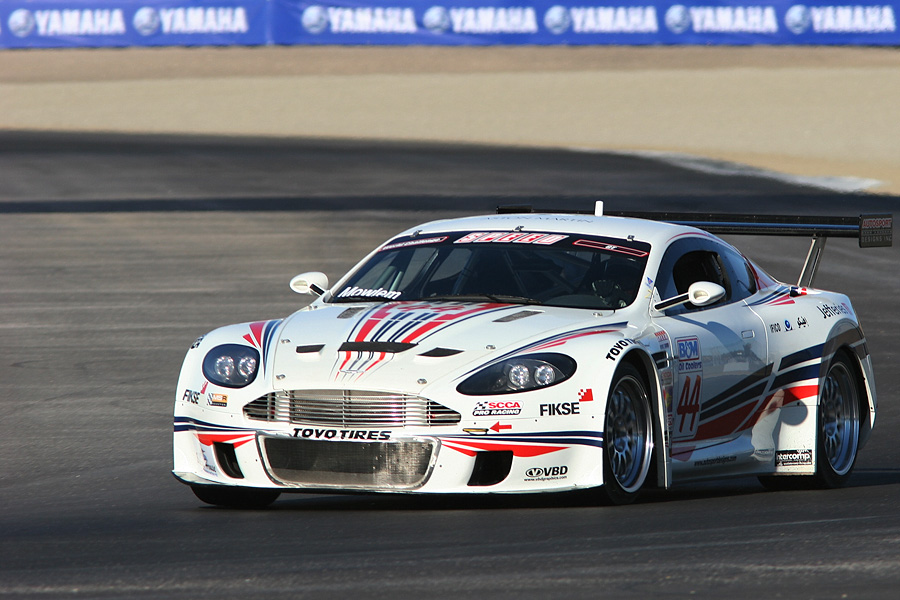
Aston Martin DBRS9.

El Aston Martin DBRS9 es un automóvil de carreras construido por Aston Martin Racing bajo el reglamento GT3. Por tanto, era una alternativa más barata al Aston Martin DBR9, de reglamento GT1. Fue lanzado al mercado en 2005, y ha sido sustituido por el modelo Aston Martin V12 Vantage GT3.

## Coche
El Aston Martin DBRS9 tiene diversas modificaciones respecto del Aston Martin DB9 de calle, entre ellos una jaula de seguridad, paneles de la carrocería de fibra de carbono con el fin de aligerar 480 kg, así como la afinación del motor 6.0L V12 de 550 CV (410 kW).
El DBRS9 está abierto a los clientes a través de Aston Martin Racing y Prodrive a un precio aproximado de £ 175.000. 

## Competición
Si bien el DBR9 está orientado a los grandes equipos que participan en competiciones internacionales de automovilismo, especialmente en el Campeonato FIA GT y las 24 Horas de Le Mans, el DBRS9 está disponible para pequeños equipos que participan en competiciones de menor categoría como la clase FIA GT3 o varias series nacionales e internacionales de categoría GT como la GT británica, e incluso para particulares que deseen utilizarlo en pista. 
En 2007 en las 24 Horas de Nürburgring, el equipo Phoenix DBRS9 lideró la carrera en las primeras vueltas, pero debió abandonar por fallo mecánico.